# Lista de membros titulares da Academia Brasileira de Ciências empossados em 1980
Esta lista contém os nomes dos membros titulares da Academia Brasileira de Ciências empossados em 1980.
| Imagem | Nome                            | Datas de nascimento e falecimento | Local de nascimento | Área de especialização | Alma mater | Data de posse       | Conhecido por                                                                           | Referências |
| ------ | ------------------------------- | --------------------------------- | ------------------- | ---------------------- | ---------- | ------------------- | --------------------------------------------------------------------------------------- | ----------- |
|        | Eduardo Moacyr Krieger          | 27 de junho de 1928               | Cerro Largo, RS     | Ciências Biomédicas    | UFRGS      | 08 de abril de 1980 | Método de desnervação sinoaórtica Décimo-nono presidente da ABC (1993 a 2007)           |             |
|        | José Antônio de Freitas Pacheco | 14 de dezembro de 1942            | São Paulo, SP       | Ciências Físicas       | USP        | 08 de abril de 1980 | Estruturou o IAG-USP Diretor d'Observatório Nacional Diretor d'Observatório Côte d'Azur |             |